# Svappavaarabanan
Svappavaarabanan är en normalspårig järnväg i Norrbottens län som är 40 km lång och går mellan Råtsi, en förgreningsstation på Malmbanan utanför Kiruna, och Svappavaara där den slutar på en godsbangård ägd av LKAB. Banan har endast godstrafik.

## Historik
LKAB beslutade 1961 att börja gruvverksamhet i Svappavaara och ingick i ett avtal med Statens Järnvägar om byggandet av en järnväg mellan Svappavaara och Malmbanan. Järnvägen öppnade för trafik 1964. Gruvverksamheten upphörde 1984 men pelletverket i Svappavaara används fortfarande vilket gör att det fraktas både malm (slig) och pellets på banan. LKAB äger godsbangården i Svappavaara. Råtsi fick triangelspår 1978 som gjorde att tågen kunde gå direkt mot både Gällivare och Kiruna. Förgreningen i triangelspåret mot Kiruna byggdes om i samband med byggandet av den nya järnvägen för Malmbanan söder om Kiruna som öppnade för trafik hösten 2012.
För den ökade trafiken byggde Trafikverket en driftsplats, Mertainen, som togs i bruk 2015.
Under 2012–2014 lastades järnmalmskoncentrat från Tapuli-gruvan nära Kaunisvaara i Pajala kommun om från lastbil till tåg i en omlastningsbyggnad som öppnades 2012 av Northland Resources vid Pitkäjärvi nära Svappavaara. och sedan fraktades till Narvik, för vidare fartygstransport. Transport av järnmalmskoncentrat via Pitkäjärvi återupptogs i juli 2018.

## Planer
LKAB öppnade 2010 Gruvberget, en ny gruva, och planerar ytterligare två gruvor, Mertainen och Leveäniemi, i Svappavaara. 
Det fanns en diskussion 2012 om att påbörja studier om en 140 kilometer lång järnväg mellan Svappavaara och järnmalmsgruvan vid Kaunisvaara..